# Baoji China Masters
Das Baoji China Masters ist im Badminton eine offene internationale Meisterschaft von China. Das Turnier wurde erstmals im Jahr 2024 ausgetragen.

## Die Sieger
| Saison | Herreneinzel | Dameneinzel | Herrendoppel      | Damendoppel               | Mixed                  |
| ------ | ------------ | ----------- | ----------------- | ------------------------- | ---------------------- |
| 2024   | Hu Zhean     | Han Qianxi  | Huang Di Liu Yang | Chen Xiaofei Feng Xueying | Zhang Hanyu Bao Lijing |